# Ruleville
|  | Dieser Artikel wurde aufgrund von inhaltlichen Mängeln auf der Qualitätssicherungsseite des Projektes USA eingetragen. Hilf mit, die Qualität dieses Artikels auf ein akzeptables Niveau zu bringen, und beteilige dich an der Diskussion! Eine nähere Beschreibung der zu behebenden Mängel fehlt. |

Ruleville ist eine City im Sunflower County im US-Bundesstaat Mississippi. Das U.S. Census Bureau hat bei der Volkszählung 2020 eine Einwohnerzahl von 2642 ermittelt.
Ruleville liegt im Mississippi-Delta. Der nächstgelegene Flughafen ist Ruleville-Drew Airport. Die Dockery Plantation liegt nahe Ruleville.
Die Einwohnerzahl lag im Jahr 2009 bei 2770. 85,2 Prozent der Einwohner waren Afroamerikaner.

## Persönlichkeiten

### Söhne und Töchter von Ruleville
- Fannie Lou Hamer (1917–1977), Bürgerrechtsaktivistin
- Jimmy Rogers  (1924–1997), Blues-Gitarrist und Komponist
- Jeanne Carroll (1931–2011),  Blues- und Jazzsängerin

### Mit Ruleville verbunden
- James Eastland (1904–1986), Politiker, war als Rechtsanwalt in Ruleville tätig